# Eophyllium messelensis
Eophyllium messelensis — викопний вид примарових комах родини Phylliidae, що існував в Європі в еоцені (47 млн років тому). Сучасні представники родини в Європі відсутні.

## Скам'янілості
Відбиток комахи у скам'янілій породі знайдений у кар'єрі Мессель в Німеччині.

## Опис
Комаха завдовжки 6 см. Форма тіла схожа на листя, що знайдене у цих же відкладеннях. Подібна мімікрія характерна для сучасних представників родини Phylliidae. Статеві органи виду майже ідентичні тим, що мають сучасні Phylliidae. Однією з відмінних особливостей E. messelensis від сучасних Phylliidae є її передні ноги, які не мають сплющених, листоподібних виступів, які використовують сучасні Phylliidae для маскування голови.